# 潘切魚露
潘切魚露是越南平順省潘切市出產的魚露，被《越南紀錄大全》認定為越南十大著名調味醬料。

## 歷史
潘切魚露起源於占婆魚露，占婆語叫魚露為 Chsot chsot thin，當地的越南人稱之為 Chượp，潘切魚露是在阮主晚期時形成的，潘切地區每年都向順化進貢魚露和蝦醬，到1945年，魚露的產量達到了很高的水平，有時高達4000萬升。從1809年到1930年，潘切魚露生產形成了獨立的產業，1904年，法國殖民政府將潘切評價為越南中部最重要的商業擴張和魚露加工業中心。1906年在潘切誕生了越南本土最早的魚露生產商莲成魚露公司，1930年，平順省生產了4000萬升魚露。從1945年到1975年以前，潘切魚露不僅出口，而且主導了越南全國許多省市的市場，在1963年，潘切有240間工場生產魚露，1974年，潘切魚露的產量達到了3750萬升以上，銷往柬埔寨、老撾和法國，受越共的國有化的影響，1976年平順省只生產了1700萬升魚露，到1987年只剩下870萬升，1989年革新開放後才得以恢復。

## 工藝
憑藉父子相傳的傳統，潘切魚露的製作工藝得以保存和發展至今，生產潘切魚露的主要原料是鳳尾魚，鳳尾魚捕撈季節通常為農曆四月至八月，此時製作的魚露通常具有非常濃郁的味道。用來製作魚露的魚一定新鮮，把魚洗淨加鹽，常見的魚鹽混合比例是三比一或四比一，潘切人製作了一種帶蓋的陶罐來盛放魚露，然後用一種由石灰和糖蜜混合而成的膠水封緊。魚露的釀造期有長有短，但至少要7到8個月，大約8到12個月後將生產出純魚露的成品，這種魚露無需進一步加工，可以裝瓶並交付給消費者，魚露呈紅色，香味濃郁，蛋白質含量約32%。潘切魚露的優勢是當地豐富的漁業和鹽業和獨特的傳統工藝，高純度的潘切鹽有助於發酵魚而不會腐爛，潘切魚露因其清澈的稻草黃色和獨特的氣味而易於識別，與其他魚露無法混淆，每年約有2500萬升潘切魚露進入市場，2007年越南國家知識產權局將潘切魚露的原產地名稱登記為國家保護商標。